# Imperio colonial alemán
Imperio colonial alemán (en alemán: Deutsches Kolonialreich) es el nombre que recibe el conjunto constituido por las colonias de ultramar, las dependencias y los territorios de la Alemania imperial, y los intentos de colonización de corta duración por parte de estados alemanes individuales que ocurrieron en los siglos anteriores. Según el artículo 1 de la Constitución del Reich alemán, no formaban parte del territorio del Reich, sino que eran posesiones en el extranjero. Los alemanes emigrados fundaron asentamientos en el extranjero, a veces denominados "colonias alemanas", pero no ejercían derechos soberanos del país de origen.
Los esfuerzos coloniales cruciales solo comenzaron en 1884 con el reparto de África. Alemania reclamó gran parte de las colonias que aún no se habían reclamado en la división de ese continente, y logró construir en ese momento el tercer imperio colonial más grande, después de los británicos y los franceses. En términos de población, fue el cuarto imperio colonial después de los mencionados y del neerlandés.
Alemania perdió el control de sus colonias cuando comenzó la Primera Guerra Mundial en 1914 y la mayoría de sus posesiones fueron invadidas por sus enemigos en las primeras semanas de la guerra. Sin embargo, algunas unidades militares resistieron un poco más: el África del Sudoeste Alemana se rindió en 1915, Kamerun en 1916 y el África oriental solo en 1918 al final de la guerra. El imperio colonial de Alemania fue oficialmente confiscado con el tratado de Versalles de 1919 después de la derrota de Alemania en la guerra, y las distintas posesiones se convirtieron en mandatos de la Sociedad de Naciones bajo la supervisión (pero no su propiedad) de las potencias victoriosas: Francia, Reino Unido, Bélgica, Unión Sudafricana, Japón, Australia, Nueva Zelanda y Portugal.
Este «modesto» imperio colonial controlaba colonias en África, Asia y Oceanía. El período de colonización alemana fue muy corto. Tanto que Kössler Reinhart, un experto en sociología política y en historia de África, ha llegado a hablar de una "amnesia colonial" en la memoria colectiva alemana.

## Historia

### Confederación Alemana y unión aduanera alemana
En los estados de la Confederación Alemana (fundada en 1815) y en la Unión Aduanera Alemana (fundada en 1833), surgió la iniciativa por parte del sector privado de fundar colonias alemanas, especialmente a partir de la década de 1840. Pero no hubo tal aspiración por parte del estado. En 1839 se fundó la Sociedad Colonial de Hamburgo por parte de inversionistas privados, que quería comprar las islas Chatham al este de Nueva Zelanda para asentar allí a los emigrantes alemanes, pero Gran Bretaña apeló a reclamos más antiguos sobre las islas. La ciudad de Hamburgo necesitaba la protección de la Marina Real británica para comerciar por todo el mundo y, por lo tanto, renunció al apoyo político de la sociedad colonial. Algo exitoso fue la Asociación para la Protección de Inmigrantes Alemanes en Texas, fundada en 1842, que quería expandir los asentamientos alemanes en Texas y establecer la colonia de "Nueva Alemania" (en alemán: Neu Deutschland), pero la anexión de la República de Texas por los Estados Unidos de América en 1845 hizo que esta sugerencia fuera anulada.
Los puntos decisivos para la falta de interés por parte del estado alemán en la creación de colonias fue la limitación del pensamiento político del momento, las problemáticas que tenía Alemania en Europa y la falta de un poder naval alemán, que no podía ofrecer apoyo político en la adquisición de colonias en el extranjero. Con el establecimiento de la flota austriaca y la flota prusiana a partir de 1848, se crearon tales medios de poder.

### Primeros intentos de adquisiciones coloniales a nivel estatal (1857-1862)
En 1857, la fragata austriaca Novara salió de Trieste para una expedición, que incluía la exploración y ocupación de las islas Nicobar en el océano Índico. En 1858, el Novara recorrió las Nicobar, pero no llegó a una toma de posesión efectiva.

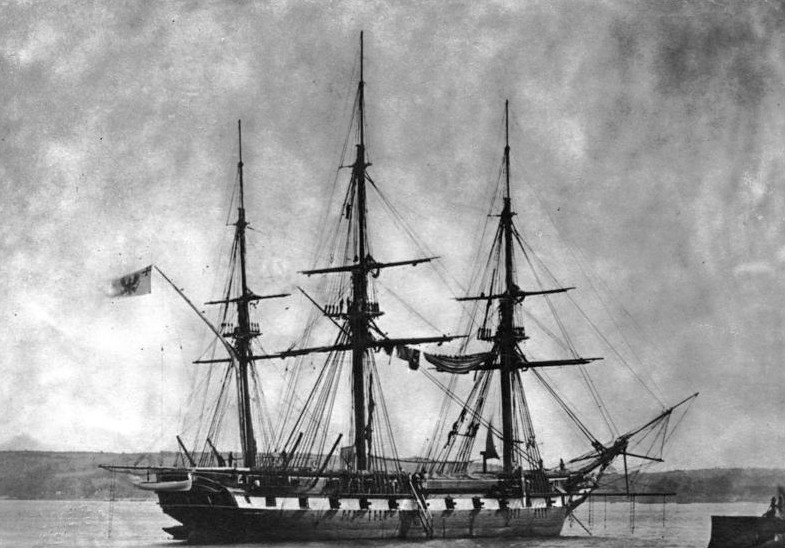
El Thetis, uno de los barcos de la escuadra de Asia Oriental.

El siguiente intento de adquirir una colonia por parte de los alemanes sucedió en 1859, cuando Prusia quiso adquirir la isla china de Formosa. Prusia aseguró la aprobación del emperador francés Napoleón III para la compañía, ya que Francia simultáneamente quería adquirir colonias en el este de Asia. Como Francia estaba interesada en Vietnam, pero no en Formosa, Prusia podía tomar posesión de la isla. Una escuadra prusiana, que abandonó Alemania a fines de 1859 y debía concluir tratados comerciales en Asia para Prusia y todos los demás estados de la Unión Aduanera Alemana, tenía como objetivo ocupar Formosa, pero debido a las débiles fuerzas de la escuadra, y para no poner en peligro un acuerdo comercial con China, no se ejecutó la orden. Con la orden del gabinete del 6 de enero de 1862, acompañando a la escuadra, el embajador Friedrich zu Eulenburg fue «eximido del cumplimiento de las órdenes que se le dieron para la determinación de un asentamiento prusiano en el territorio de ultramar».
Sin embargo un barco de la escuadra prusiana, el Thetis, se encontraba en las costas de la Patagonia en Sudamérica y con el liderazgo naval prusiano se pensaba crear una base naval en la costa sudamericana. La Thetis ya había llegado a Buenos Aires, pero tras el agotamiento de la tripulación después de años de viaje al extranjero y la necesidad de una revisión de la nave misma, el comandante ordenó el regreso a casa.

### El rechazo de Bismarck a la adquisición colonial (1862-1879)

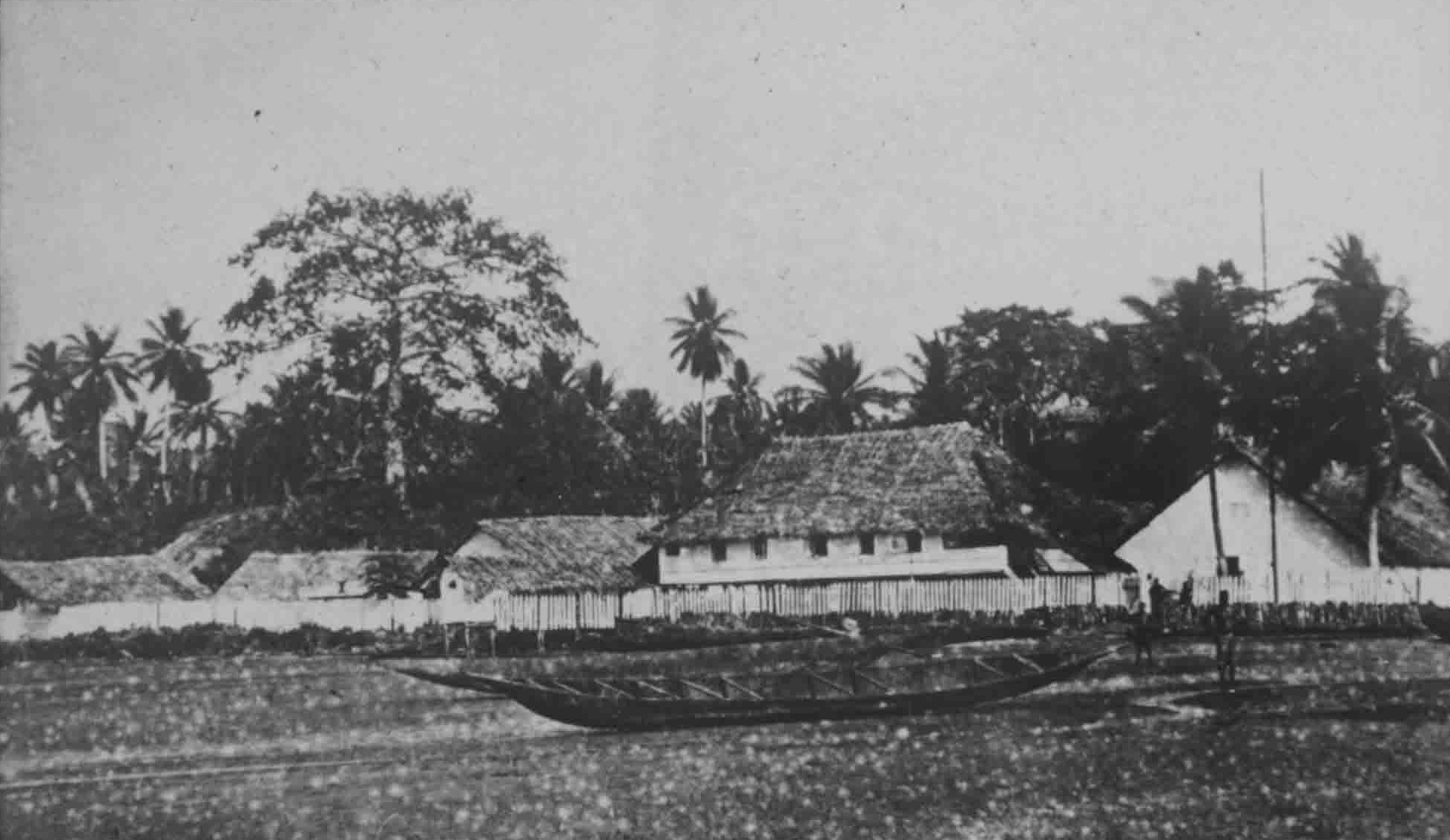
Factoría de la empresa Woermann en Camerún. Desde la década de 1830, los armadores alemanes habían estado negociando con África y estableciendo fábricas allí, y desde la década de 1850, el comercio y la gestión de plantaciones en los mares del sur habían sido operados por compañías alemanas. Algunas de estas empresas económicas en el extranjero finalmente se convirtieron en puntos de partida para su adquisición como una colonia alemana.

Después de la guerra germano-danesa de 1864, los círculos coloniales en Prusia buscaron tomar posesión de las Nicobar danesas. Por su parte, Dinamarca ofreció en vano a las Antillas danesas en 1865 para evitar la pérdida completa de Schleswig. En 1866 y nuevamente en 1876, el sultán de las islas Sulu, que se encuentra entre Borneo y Filipinas, hizo una oferta para poner a sus islas bajo la protección de Prusia, o el Imperio alemán, pero esto fue rechazado en ambas ocasiones. El sultán de Witu le pidió al viajero Richard Brenner en 1867 que obtuviera un protectorado prusiano sobre su país, que ni siquiera fue considerado en Berlín.
En la constitución de la Confederación de Alemania del Norte, que entró en vigor en 1867, el artículo 4 punto 1, incluía la "colonización" como uno de los asuntos bajo la "supervisión de la Confederación" y este artículo 4 punto 1 no se modificó en la constitución del Reich alemán de 1871.
A petición del canciller Otto von Bismarck, el buque de guerra Augusta navegó al Caribe en 1867/68 para enarbolar la bandera de la Confederación de Alemania del Norte. A instancias personales del comandante en jefe de la Confederación, Adalberto de Prusia, y sin el consentimiento de Bismarck, el comandante del Augusta, Franz Kinderling, negoció una base naval en Puerto Limón con el presidente de Costa Rica. Bismarck rechazó la oferta, por respeto a la doctrina Monroe de los Estados Unidos. Su deseo de no desafiar a los Estados Unidos le hizo rechazar una oferta de los Países Bajos para establecer una base naval en la isla holandesa de Curazao frente a la costa venezolana.
La política de la Confederación de Alemania del Norte no era en este momento la adquisición de colonias, sino de bases navales individuales. Desde ellos, la política de cañoneras y el espíritu de un imperialismo informal debería proteger el comercio mundial del estado. En 1867 se decidió instalar cinco estaciones extranjeras. Así en 1868 se compró tierras para un hospital naval alemán en el puerto japonés de Yokohama, que existió hasta 1911. Tsingtau (actual Qingdao) fue adquirido por el Imperio en 1897 y llegó a estar disponible como puerto naval en China, en tanto Yokohama siguió siendo una base para la flota alemana en el este de Asia. En 1869, la Ostasiatische Station (Estación de Asia Oriental) se convirtió en la primera estación en el extranjero establecida por la marina como un área marítima ocupada constantemente por buques de guerra alemanes, que más tarde demostraron ser útiles para adquirir las colonias en el Pacífico y de Kiau Chau.
En 1870, Bismarck le dio al enviado de la Confederación de Alemania del Norte en Pekín la tarea de negociar con el gobierno chino una base para la flota de la Confederación. Pero con el estallido de la guerra franco-prusiana, los buques de guerra alemanes en la estación de Asia Oriental, Hertha y Medusa, tuvieron que retirarse a Japón frente a la supremacía francesa en aguas chinas, por lo que el enviado Guido von Rehfues ni siquiera negoció esta posición. Después de la guerra, Bismarck se abstuvo de adquirir una base en China.
La propuesta de compensación francesa después de la guerra franco-prusiana de cambiar Alsacia-Lorena por la colonia francesa de Cochinchina, fue rechazada por Bismarck y la mayoría de los diputados del Reichstag de la Confederación de Alemania del Norte en 1870. Después de la fundación del Reich en 1871, mantuvo esta opinión. En el transcurso de la década de 1870, sin embargo, la propaganda colonial en Alemania ganó cada vez más publicidad. En 1873 se fundó en Alemania la Afrikanische Gesellschaften (Sociedad Africana), cuya tarea principal era la exploración geográfica de África. En 1878 se fundó la Centralverein für Handelsgeographie und Förderung deutscher Interessen im Auslande (Asociación Central para la Geografía, el Comercio y la promoción de los intereses alemanes en el extranjero), que quería adquirir colonias para Alemania, y en 1881 se fundó la Westdeutsche Verein für Colonisation und Export (Asociación de Colonización y Exportación de Alemania Occidental), en cuyo estatuto se destacó la "adquisición de colonias cultivables y comerciales para el Reich alemán". En 1882 se fundó la Deutscher Kolonialverein (Sociedad Colonial Alemana), que se consideraba un club de intereses para la propaganda colonial. En 1884 surgió la Deutsch-Ostafrikanische Gesellschaft (Compañía Alemana del África Oriental), que se fijó el objetivo de la colonización práctica. Ambos clubes se fusionaron en 1887 con la sociedad colonial alemana.
Bismarck permaneció cerrado a estos argumentos y prefirió un imperio de comercio informal en el cual las empresas alemanas con territorios no europeos los comercializaron exitosamente y los penetraran económicamente, pero sin ocupar sus territorios o establecer su propia condición de estado. Por lo tanto, los primeros casos de expansión colonial en el extranjero también fueron muy reacios: en 1876, se completó un tratado de amistad entre el Reich alemán y Tonga para la construcción de una estación de carbón en Tonga, que contaba con el grupo de islas Vava'u. El Reich alemán tenía garantizados todos los derechos de libre uso de la tierra que necesitara. La soberanía del rey de Tonga, sin embargo, debía permanecer intacta. La colonización como tal no sucedió. El comandante del buque de guerra SMS Ariadne, Bartolomé de Werner, ocupó el 16 de julio de 1878 los lugares Falealili y Saluafata en la isla de Upolu en Samoa "en nombre del Imperio". La ocupación alemana de las aldeas se revirtió en enero de 1879, mediante la conclusión de un "tratado de amistad" con los gobernantes locales. El 19 de noviembre de 1878, Werner concluyó un contrato de privilegios con los jefes principales de Jaluit y el archipiélago Ralik, Lebon y Letahalin, con la inversión exclusiva de una estación de carbón alemana. La estación se convirtió oficialmente en la  colonia alemana de las islas Marshall en 1885. Werner también adquirió un puerto en las islas de Makada y Mioko en el grupo Duke of York, que se colocaron en 1884 como parte del futuro protectorado de Nueva Guinea Alemana. El 20 de abril de 1879 firmaron el comandante del SMS Bismarck, Karl Deinhard, y el cónsul imperial alemán para las islas del Mar del Sur, Gustav Godeffroy Junior, con el gobierno de la isla de Huahine en las islas de la Sociedad, un acuerdo de amistad y comercio, entre otros. La flota alemana también otorgó anclaje en todos los puertos de la isla. En septiembre de 1879, el cónsul alemán en Samoa, junto con los cónsules de Gran Bretaña y los Estados Unidos, asumió la administración de la ciudad y el distrito de Apia en la isla samoana de Upolu. Las islas del oeste de Samoa con la capital Apia se convirtieron en colonia alemana en 1899.

### La política colonial de Bismarck (1880-1890)

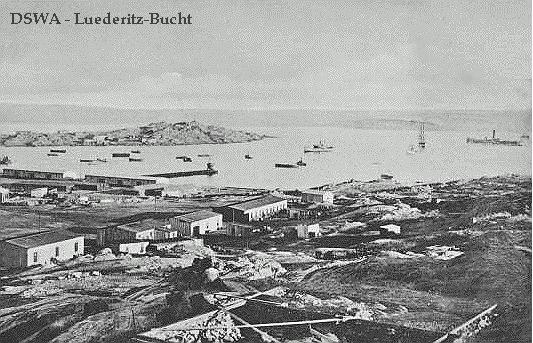
Lüderitz-bucht alrededor de 1900. Primera adquisición colonial del Imperio alemán.

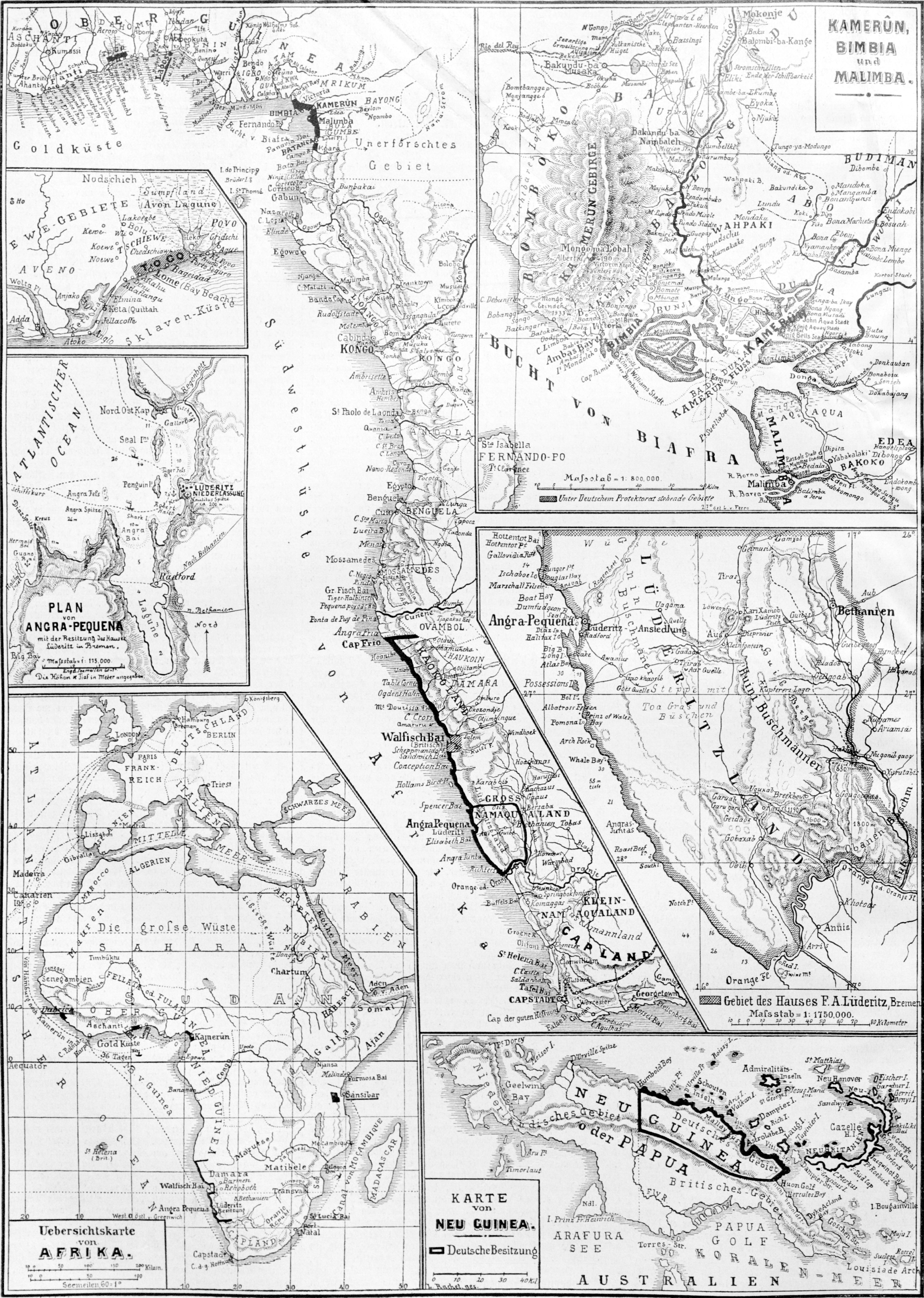
Colonias alemanas en África y Nueva Guinea alrededor de 1885.

El cambio en la política de Otto von Bismarck con respecto a las colonias coincide exactamente con el período de su política arancelaria proteccionista que comenzó alrededor de 1879, para asegurar la economía alemana contra la competencia extranjera.
En abril de 1880, Bismarck intervino activamente por primera vez en un asunto colonial, cuando presentó el proyecto de ley de Samoa como un proyecto de ley en el Reichstag, que fue aprobado por el Bundesrat (Consejo Federal), pero rechazado por el Reichstag. En este caso, una empresa comercial alemana colonial privada con problemas debía ser compensada financieramente por el Reich. En mayo de 1880, Bismarck le pidió al banquero Adolph von Hansemann un borrador sobre los objetivos coloniales alemanes en el Pacífico y las posibilidades de su aplicación. Hansemann envió su "memorándum sobre las aspiraciones coloniales en los mares del sur" al canciller en septiembre de ese año, y las adquisiciones territoriales propuestas cuatro años más tarde fueron tomadas o reclamadas casi a conciencia como colonias. Los reclamos de 1884-1885 aún no tomados en áreas en el Pacífico, finalmente fueron transferidos en 1899 en posesión colonial alemana. Significativamente, Hansemann también fue miembro fundador del Consorcio de Nueva Guinea creado en 1882 para la adquisición de colonias en Nueva Guinea y los mares del sur.
En noviembre de 1882, el estancista bremenés Adolf Lüderitz se contactó con la Oficina de Asuntos Exteriores y pidió protección para un puesto comercial al sur de Walvis Bay, en la costa sudoeste de África. En febrero y noviembre de 1883, Bismarck le preguntó al gobierno de Londres si Gran Bretaña quería hacerse cargo de la protección del establecimiento comercial de Lüderitz. En ambas ocasiones el gobierno británico se negó.
Después de la publicación de la Convención de Sierra Leona entre Gran Bretaña y Francia en marzo de 1883, en la cual se demarcaron esferas de interés entre los dos estados en África Occidental, sin considerar otras naciones comerciales, el gobierno alemán solicitó a los senados de las ciudades de Lübeck, Bremen y Hamburgo en abril de 1883 su opinión respecto al asunto. Los comerciantes de Hamburgo en el extranjero exigieron en su respuesta la adquisición de colonias en África occidental. En diciembre de 1883, Bismarck informó a los hamburgueses que se enviaría un comisionado imperial a África occidental para asegurar el comercio alemán, también para concluir contratos con "estados negros independientes", y un buque de guerra, SMS Sophie, que debería otorgar protección militar. Además, Bismarck solicitó las propuestas de este proyecto y le pidió personalmente al empresario hamburgués Adolph Woermann las instrucciones que deberían darle al Comisionado Imperial en el camino. En marzo de 1884, Gustav Nachtigal fue nombrado Comisionado del Reich para la costa de África Occidental y se embarcó en el acorazado SMS Möwe hacia África Occidental para completar los contratos pertinentes.

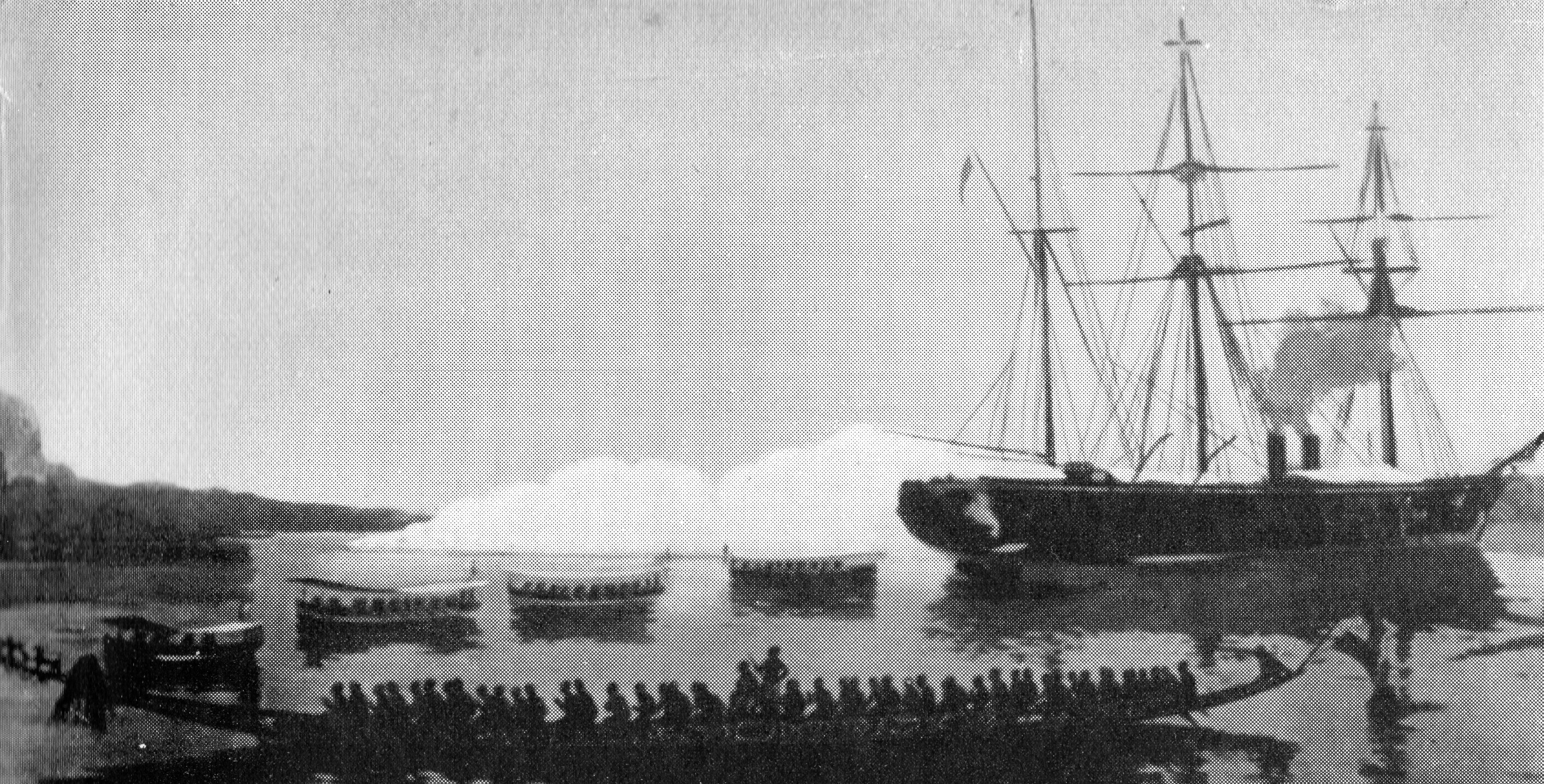
SMS Olga en el bombardeo de Duala, Camerún, en diciembre de 1884.

El año 1884 marcó el inicio real de las adquisiciones coloniales alemanas, aunque ya desde 1876 se adquirieron en el extranjero los derechos de posesión para el Reich alemán. Primero, las posesiones adquiridas por el comerciante bremenés Adolf Lüderitz en la bahía de Angra Pequena (Lüderitzbucht) y el interior adyacente (Lüderitzland) se pusieron en abril de 1884 bajo la protección del Reich como África del Sudoeste Alemana. En julio del mismo año siguieron Togolandia y las posesiones de Adolph Woermann en Kamerun, en febrero de 1885, el área de África Oriental adquirida por Carl Peters y su Sociedad para la Colonización Alemana, y en abril los hermanos Denhardt finalmente adquirieron Witulandia en la actual Kenia. Con la adquisición de los territorios del Pacífico, en mayo de 1885, el noreste de Nueva Guinea (Kaiser-Wilhelmsland) y el archipiélago adjunto (archipiélago de Bismarck), y luego las islas Marshall y varias de las islas Salomón, se completó la primera fase de la política colonial alemana. Una subsiguiente expansión de sus posesiones por el Pacífico fracasó por la llamada crisis de las Carolinas de 1886. En 1888 Alemania puso fin a la guerra tribal de Nauru en el Pacífico central y también se anexó a esta isla.
Los motivos de las repentinas adquisiciones coloniales a gran escala por Bismarck son controvertidos en la investigación histórica. Las declaraciones están dominadas por dos corrientes que emanan de una "primacía de la política interna" o de una "primacía de la política exterior". Como una razón política interna, la presión pública fue liderada por la "fiebre colonial" resultante en la población alemana. Aunque la organización del movimiento colonial no era muy fuerte, logró llevar su propaganda a los debates sociales. Un memorando enviado a Bismarck el 6 de julio de 1883 por la Cámara de Comercio de Hamburgo, iniciado por el propietario de buques Adolph Woermann, tiene un significado especial en la investigación. Las próximas elecciones del Reichstag en 1884 y la intención de Bismarck de fortalecer su propia posición y retener la opinión favorable del Partido Nacional Liberal a la colonización también se consideran motivos políticos internos. Hans-Ulrich Wehler aboga por la tesis del imperialismo social, según la cual la expansión colonial sirvió para "desviar" las tensiones sociales creadas por la situación de crisis económica, dando así al gobierno carismático de Bismarck la legitimidad política interna. La llamada "tesis del príncipe heredero", por otro lado, supone que Bismarck intentó debilitar deliberadamente las relaciones con Gran Bretaña en previsión del cambio esperado del trono y, por lo tanto, influir de antemano en la política del heredero aparentemente anglófilo.
En el campo de la política exterior, la decisión de expandirse se considera una extensión del concepto de equilibrio europeo desde una perspectiva global: al "avanzar" en la carrera por África, el Reich alemán continuaría defendiendo su posición entre las principales potencias. Del mismo modo, un acercamiento con Francia fue visto como una "entente colonial". Estaba destinado a distraer a Francia de los pensamientos de venganza en relación con la anexión de Alsacia-Lorena en 1871.
A través de cartas de protección del estado, Bismarck transfirió a organizaciones privadas el comercio y la administración de las respectivas áreas protegidas alemanas. La administración de las áreas adquiridas se practicó en nombre del Reich alemán, primero por la Compañía Alemana del África Oriental (1885-1890), la Compañía Alemana de Witu (1887-1890), la Compañía Alemana de Nueva Guinea (1885-1899) y la Compañía Alemana de Jaluit (1888-1906). A pedido de Bismarck, las colonias alemanas en el sudoeste y el oeste de África también debían administrarse de esta manera, pero ni la Sociedad Colonial Alemana para el África Sudoccidental ni el Sindicato para el África Occidental estaban dispuestos o podían hacerlo.

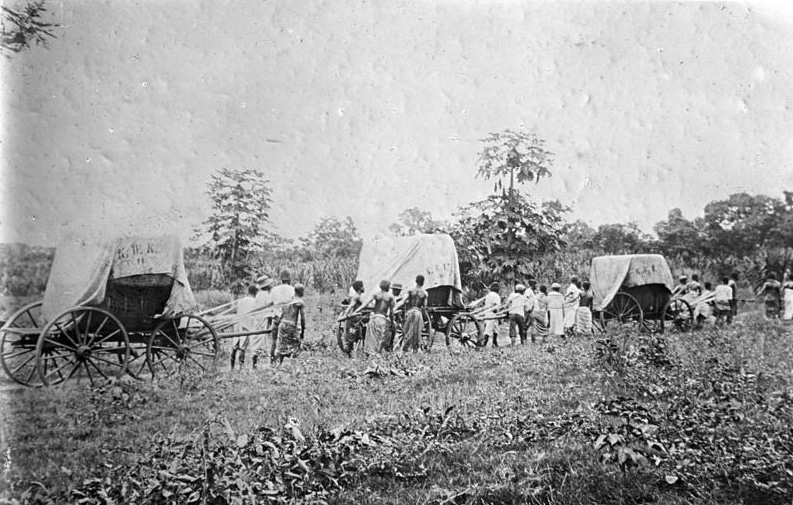
Transporte de algodón en Togo alrededor de 1900. El café, el cacao, el algodón y los productos de la palmera de coco se encontraban en Togo, así como en las otras colonias tropicales de Alemania, en gran parte las únicas mercancías para el mercado alemán e internacional.

Estas áreas se adquirieron después de demostraciones de poderío militar o mediante contratos extremadamente desiguales con los alemanes: en contra de una vaga promesa de protección y ridículamente baja para los estándares alemanes, los gobernantes indígenas entregaron grandes áreas a las que tenían derecho, a menudo sin reclamos; con frecuencia, los detalles del contrato también eran oscuros debido a la falta de habilidades lingüísticas. Pero siguieron adelante, porque las largas negociaciones con los colonizadores y la conclusión del contrato ritualmente ejecutada aumentaron enormemente su autoridad. Estos contratos fueron confirmados por el Reich alemán; a las organizaciones se les otorgó amplios derechos soberanos sin una separación de poderes. El Reich conservó la soberanía exclusiva y ciertos derechos de intervención solo en la ley de áreas protegidas de 1886, sin que esto haya sido especificado o justificado. Por lo tanto, la participación del estado se redujo financiera y organizativamente al mínimo.
Sin embargo, esta estrategia fracasó en pocos años: debido a la mala situación financiera en casi todas las "áreas protegidas" y la situación de seguridad parcialmente precaria, amenazada en 1888 por las insurgencias de los indígenas en Camerún y Togo, el peligro de disputas fronterizas con las vecinas colonias británicas en África Oriental, las sociedades habían resultado abrumadas con el establecimiento de una administración eficiente: Bismarck y sus sucesores se vieron obligados a presentar todas las colonias de manera directa y formal a la administración estatal del Reich alemán.
Después de 1885, Bismarck volvió a oponerse a nuevas adquisiciones coloniales y continuó sus prioridades políticas para mantener las relaciones con las grandes potencias Gran Bretaña y Francia. Cuando en 1888 el periodista Eugen Wolf lo instó a adquirir nuevas colonias para no quedarse atrás en la competencia socio-darwinista con las otras grandes potencias, Bismarck respondió que la prioridad para él todavía era asegurar la unidad nacional recientemente alcanzada.
En 1889, Bismarck consideró la retirada de Alemania de la política colonial, según testigos contemporáneos, particularmente las actividades alemanas en el este de África y las aspiraciones con respecto a Samoa. También se informó que Bismarck ya no tenía nada que ver con la administración de las colonias y quería entregarlas al Almirantazgo. Bismarck le ofreció al primer ministro italiano Francesco Crispi, en mayo de 1889, la opción de compra de las posesiones alemanas en África, a lo que este último respondió con una contraoferta sobre las colonias italianas.
Las colonias le sirvieron a Bismarck en este contexto, pero también como moneda de cambio. Así, en la Conferencia de Berlín de 1884/85, África se dividió entre las grandes potencias. En 1884, se firmó un contrato a nombre de Lüderitz con el rey zulú, Dinuzulu, que era para asegurar a Alemania un reclamo de área local en la Bahía de Santa Lucía en Zululandia. En el curso de un acuerdo con Gran Bretaña, sin embargo, la solicitud se retiró en mayo de 1885 y Pondolandia en Sudáfrica no fue reconocida como una colonia alemana a favor de los británicos. En 1885, Alemania también renunció a las reclamaciones de los territorios de África Occidental de Kapitaï y Koba en favor de Francia. Lo mismo sucedió con Mahinlandia en relación con Gran Bretaña. En 1886, Alemania y Gran Bretaña también acordaron la delimitación de sus esferas de interés en África oriental. Después de la renuncia de Bismarck, el Reich alemán renunció en el tratado Heligoland-Zanzíbar del 1 de julio de 1890, que había preparado de manera significativa, a cualquier reclamación al norte del África Oriental Alemana. Los reclamos alemanes en toda la costa somalí entre Burgabo y Alula fueron abandonados, lo que benefició a las relaciones con Italia. El África del Sudoeste Alemana estaba a su vez vinculado al Zambezi (franja de Caprivi). En estas circunstancias, los esfuerzos coloniales alemanes en el sur de África fracasaron nuevamente.

### La política colonial bajo el Kaiser Guillermo II

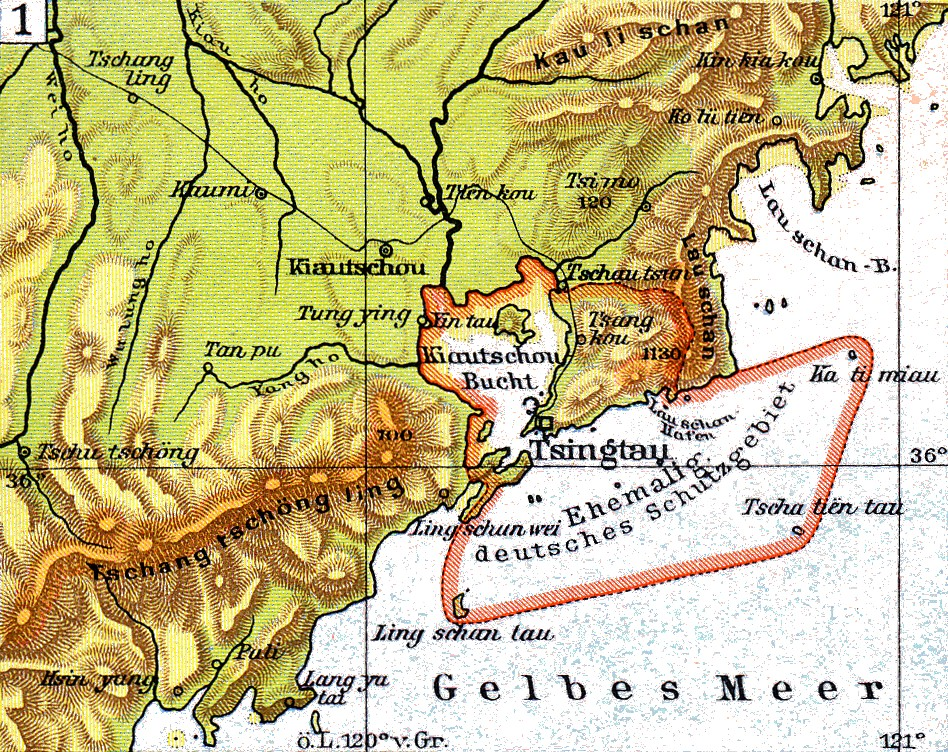
Área de arrendamiento alemán Kiau Chau (Kiautschou) con la ciudad portuaria de Qingdao (Tsingtau).

Bajo el kaiser Guillermo II (1888-1918), Alemania intentó expandir sus posesiones coloniales mediante la adquisición de nuevas representaciones comerciales. La era guillermina representa una política de expansión entusiasta y un rearme forzado, especialmente la Armada Imperial. El movimiento colonial se había convertido en un factor serio en la política doméstica alemana. Además de la sociedad colonial alemana fundada en 1891, se esperaba una asociación extremadamente nacionalista. Además de los argumentos presentados hasta ahora, el movimiento colonial alemán ahora argumentaba que se debía combatir el comercio de esclavos en las colonias y liberar a los pueblos indígenas de sus conductores esclavos musulmanes. Estas demandas abolicionistas con un claro impacto antimusulmán se produjeron después de la llamada revuelta árabe en la costa de África Oriental en 1888. En el primer plano, sin embargo, había cuestiones de prestigio nacional y autoafirmación en una competencia de las principales potencias entendida por los socio-darwinistas: Alemania como "recién llegada" ahora debía reclamar su parte.

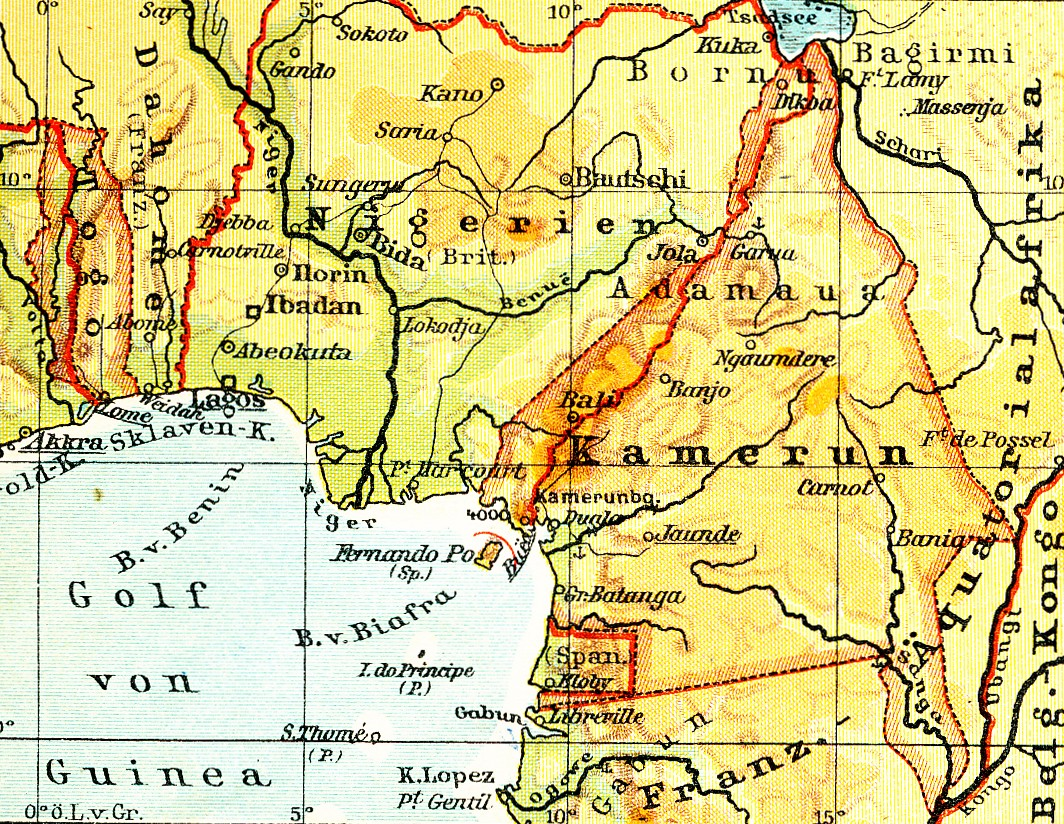
Colonias alrededor del golfo de Guinea.

Después de 1890, solo logró adquirir menos áreas. En 1895, se adquirió una concesión en la ciudad china de Hankou y en 1899 otra en la ciudad china de Tientsin. En 1897/98 se arrendó Kiautschou y el puerto Tsingtau también en China. En un semicírculo de 50 km alrededor de la bahía de Kiautschou, se estableció una zona neutral, en la cual la soberanía de China estaba restringida por Alemania. Además, había concesiones alemanas mineras y ferroviarias en la provincia de Shantung.

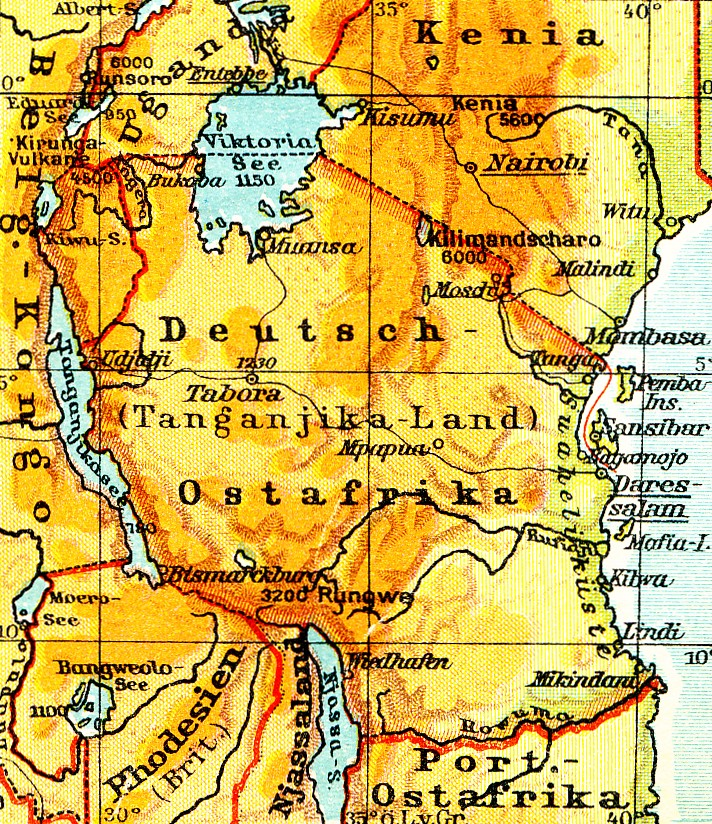
Colonias en África oriental.

Por el tratado germano-español de 1899, se agregaron las islas micronesias de las Carolinas, Marianas y Palaos en el Pacífico central. Sin embargo, los reclamos alemanes por Filipinas no se pudieron implementar, pero empeoraron las relaciones diplomáticas con los Estados Unidos (incidente de Manila). Por el tratado de Samoa en 1899, la parte occidental de Samoa en el Pacífico es convirtió en un protectorado alemán. La parte oriental del área de Salaga, anteriormente neutral, se agregó al Togo alemán. Al mismo tiempo, el dominio se extendió dentro de las colonias, por ejemplo, en África Oriental Alemana en los reinos de Burundi y Ruanda. Sin embargo, en las guerras de Bafut y Hehe en 1891 también sobre la resistencia persistente entre los grupos étnicos del interior de Camerún y África Oriental.
El intento de la Marina por arrendar la isla de Langkawi en Singapur alrededor de 1900 al sultán de Kedah por 50 años fracasó. El gobierno inglés intervino a través del tratado secreto británico-siamés de 1897, que exigía la aprobación de Gran Bretaña para la concesión de derechos por parte de Siam a terceras potencias, y el sultanato de Kedah, bajo el gobierno de Bangkok, no se vio obligado a ceder Langkawi al Reich alemán. También fracasó el intento del emperador de adquirir en 1902 bases navales en Baja California, México, como puertos adicionales para la flota alemana en el Pacífico.

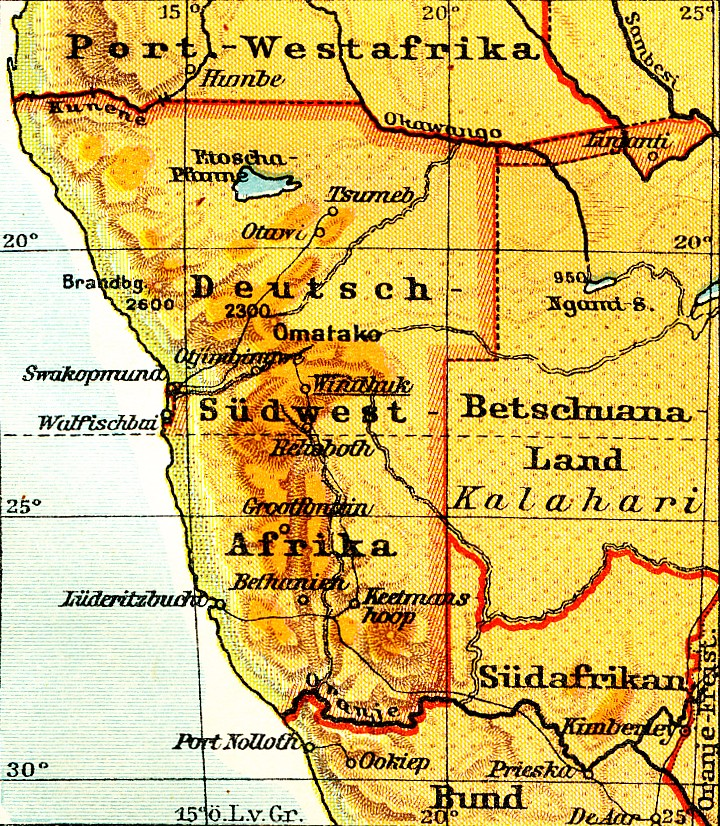
Colonias en África sudoriental.

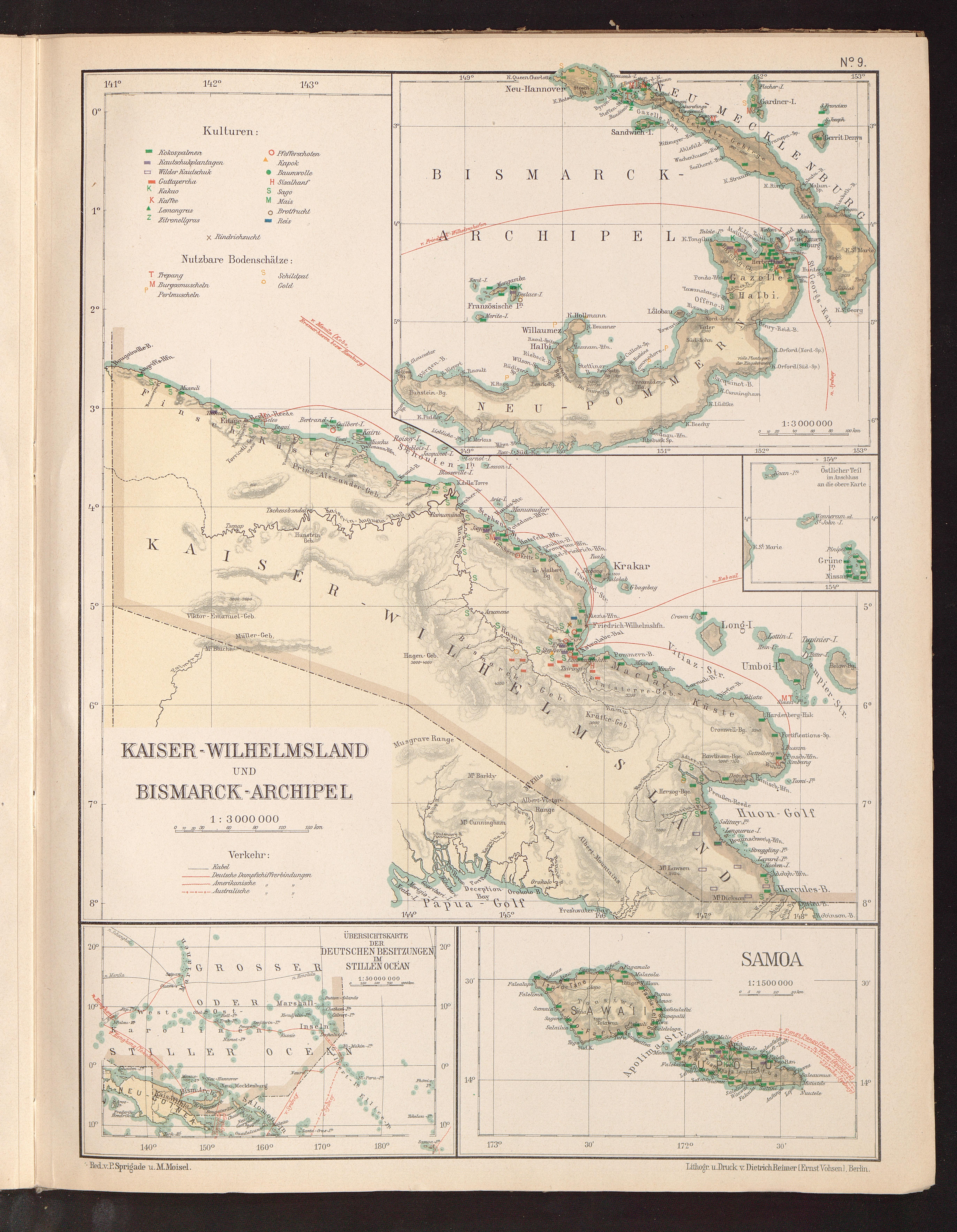
Colonias en el Pacífico.

Una oferta hecha por parte de los franceses durante la crisis franco-británica de Fachoda a fines de 1898 para cambiar Alsacia-Lorena por una de las colonias francesas fue nuevamente rechazada. Tampoco se llevó a cabo una reorganización colonial de África promovida por algunos propagandistas. La excepción fue la adquisición de parte del área del Congo francés anexada a Kamerun (Neukamerun) a raíz de la crisis marroquí de 1911; en vano Alemania había exigido como compensación toda la colonia francesa del Congo. El creciente aislamiento en el círculo de las grandes potencias, que fue percibido en Alemania como "cerco", fue el precio a pagar por esta enérgica política colonial alemana.
Para el desarrollo económico de las colonias se fundó en 1896 el Kolonialwirtschaftliches Komitee (Comité Económico Colonial). En 1898 se fundó la Deutsche Kolonialschule (Tropenschule) (Escuela Colonial Alemana -Escuela Tropical-) en Witzenhausen para capacitar a las personas en su traslado a las colonias. Las instituciones sucesoras hoy forman una ubicación secundaria de la Universidad de Kassel. En 1900, el Instituto Bernhard Nocht para la formación de médicos en barcos y colonias comenzó su trabajo en Hamburgo.
Después de una epidemia de ganado en 1897 en África del Sudoeste Alemana, los herero había extendido su ganado sobreviviente mucho más allá del territorio colonial alemán. Estos pastos habían sido vendidos previamente a los terratenientes, quienes ahora reclamaban el ganado de los herero. En 1904, la situación finalmente generó la rebelión de los herero y nama, frente a la cual la fuerza colonial no estaba en igualdad de condiciones. El gobierno del Reich envió una fuerza expedicionaria naval y refuerzos posteriores del Schutztruppe. Con un total de aproximadamente 15 000 hombres bajo el mando del teniente general Lothar von Trotha, la rebelión herero fue aplastada en agosto de 1904 en la batalla de Waterberg. Trotha emitió la llamada "orden de exterminio", después de la cual los sobrevivientes fueron expulsados al desierto. De los herero sobrevivientes de la batalla, llegaron a la Bechuanalandia británica unos 1800 a fines de noviembre de 1904, miles huyeron a África noroccidental y miles perecieron en el desierto. De las aproximadamente 50.000 personas del pueblo herero, probablemente la mitad de ellas fueron asesinadas en 1908. Alrededor de la mitad de los nama fueron asesinados, con 10 000 víctimas. Estos habían luchado previamente por parte de los alemanes como una fuerza auxiliar hasta el final de 1904 contra los herero.
En África Oriental Alemana se produjo en 1905/06 el llamado levantamiento de los Maji Maji, en el que se estima que perecieron 100 000 habitantes. El rechazo de un presupuesto suplementario para un mayor apoyo a las guerras coloniales condujo a finales de 1906 a la disolución del Reichstag y convocar nuevas elecciones. La elección del Reichstag de enero de 1907 (la llamada "elección de Hottentotten") debía decidir el futuro de las colonias.

### Nueva política colonial desde 1905

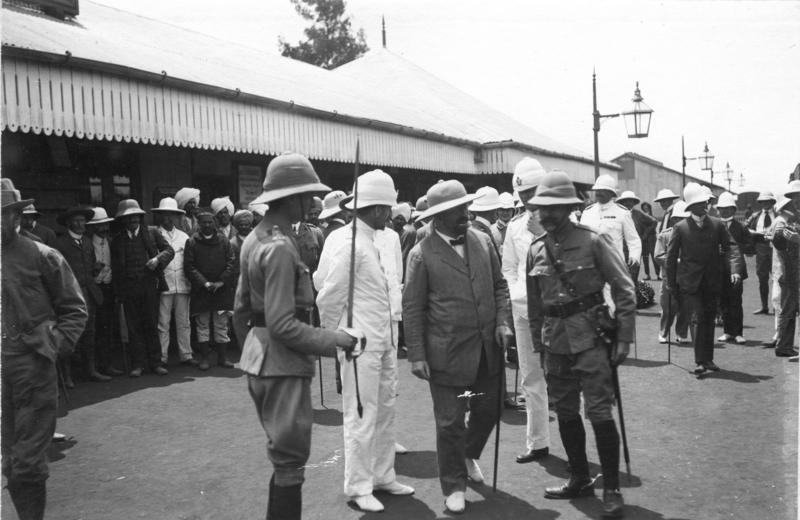
Viaje de Bernhard Dernburg por el África Oriental Alemana en 1907. Llegada a Nairobi en el África Oriental Británica.

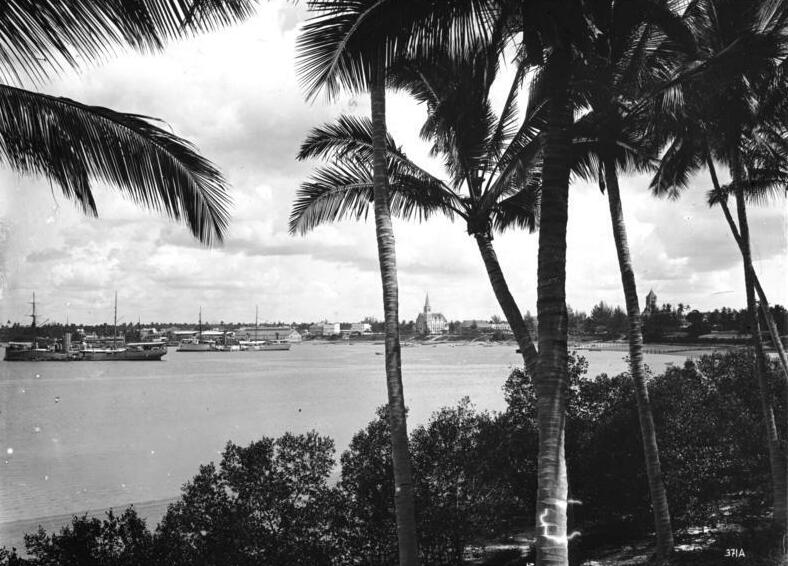
Puerto de Dar es Salaam hacia 1910.

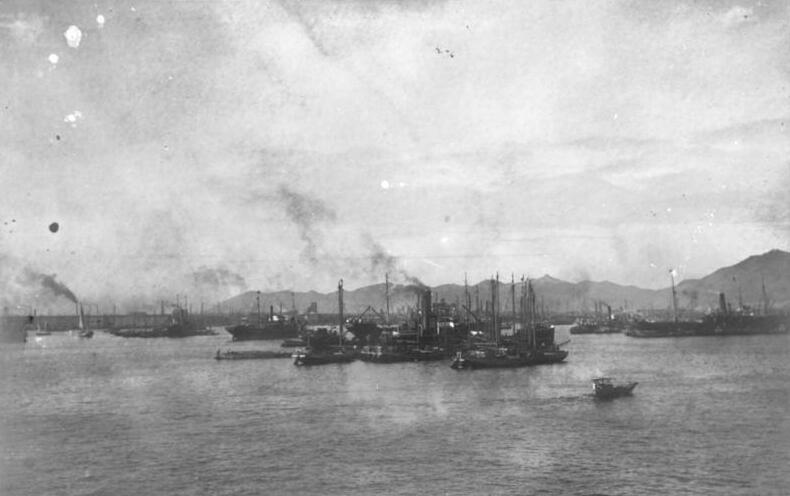
Puerto de Tsingtau hacia 1912.

Como resultado de las guerras coloniales en el sudoeste y el este de África, cuyas causas fueron el maltrato a las poblaciones indígenas, se consideró como necesarias la reconstrucción de la administración colonial, un enfoque científico del uso de colonias y una mejora en las condiciones de vida de los pueblos en ellas. Para este propósito, la autoridad administrativa suprema para las colonias, el departamento colonial, se escindió del Ministerio de Asuntos Exteriores (el término para un ministerio en ese momento era "amt") y en mayo de 1907 se convirtió en un ministerio separado, el Reichskolonialamt (Oficina Imperial Colonial).
Como creador de la nueva política colonial, no fue una coincidencia que Bernhard Dernburg ganó la reestructuración corporativa exitosa del sector privado para la oficina del Secretario de Estado. Dernburg dirigió desde septiembre de 1906 el departamento colonial. Viajó a las colonias para explorar los problemas y encontrar soluciones. Al mismo tiempo, se promovieron o fundaron instalaciones científicas y técnicas con el fin de desarrollar las colonias sobre esta base. Del Instituto Colonial de Hamburgo y de la Escuela Colonial Alemana surgieron partes de las universidades actuales de Hamburgo y Kassel. Para los locales, se mejoró la atención médica, se construyeron escuelas y se debilitó la flagelación. Se diseñaron carreteras, ferrocarriles y puertos en mayor medida para el desarrollo económico de las colonias. Dernburg comentó en enero de 1909: "El objetivo debe estar estrechamente relacionado con la Patria, con colonias administrativamente y económicamente independientes y saludables".
El secretario colonial de Estado, Wilhelm Solf, también viajó a África en 1912 y 1913. Las impresiones recogidas se incluyeron en su programa colonial, que incluía, entre otras cosas, una extensión de los poderes de los gobernadores y una prohibición de trabajar para los africanos. Además, Solf abogó por la idea de una red de autopistas en las colonias para usar menos cargadores. Wilhelm Solf ganó todas las facciones del Reichstag por su política colonial comparativamente pacífica, que estaba orientada hacia la diplomacia y la política de poder inteligente, en lugar de la fuerza militar.
Como resultado de esta nueva política, no hubo más levantamientos importantes en las colonias alemanas después de 1905 y la eficiencia económica de las posesiones de ultramar en Alemania aumentó rápidamente. La producción de aceite de palma y cacao en las colonias se duplicó de 1906 a 1914, las exportaciones de caucho de las colonias africanas se cuadruplicaron y las exportaciones de algodón del África Oriental Alemana se multiplicaron por diez. El comercio total entre Alemania y sus colonias aumentó de 72 millones de marcos en 1906 a 264 millones en 1913. El auge económico en las áreas protegidas aumentó los aranceles y los ingresos fiscales en las colonias entre 1906 y 1914. El desarrollo de las colonias se había vuelto independiente del apoyo financiero del imperio o estaban en camino a serlo. En 1914 fueron subsidiados la Nueva Guinea Alemana, Kiautschou y el Schutztruppe en África.

### Preparándose para la ampliación del imperio colonial
Entre 1898 y 1913, el Reich alemán y Gran Bretaña concluyeron acuerdos para apoderarse de las colonias portuguesas. El caso debería surgir si el gobierno de Lisboa utilizaba los ingresos de sus colonias como garantía para un préstamo. Además, el tratado de 1913 indicó como una razón adicional que pretendía poner fin a la "mala gestión" de los portugueses en sus colonias. Según el acuerdo los británicos tomarían el control de Angola y el norte de Mozambique, en tanto Alemania adquiría las islas de Santo Tomé, Príncipe y el Timor portugués. Para la colonia española de Río Muni, que estaba rodeada al norte y al este por la colonia alemana de Camerún, existía el derecho de tanteo alemán.
En 1914 se llevaron a cabo pasos concretos para apoderarse de las colonias portuguesas. Con la fundación del sindicato de estudios de ultramar en febrero de 1914 por los principales bancos alemanes, se garantizaría la toma económica de Angola. El 28 de mayo de 1914 un consorcio bancario compró en nombre del Reich alemán la compañía inglesa Nyassa Consolidated Ltd con su posesión, que incluía la mitad del norte de Mozambique.
En julio de 1914 el gobierno portugués emitió un bono gubernamental para el desarrollo económico de Angola garantizado por los ingresos arancelarios de la colonia, que fue financiado por un sindicato bancario alemán. Así, se cumplió una disposición del tratado crucial del acuerdo germano-británico de 1913 sobre la división de las colonias de Portugal entre Alemania y Gran Bretaña.
El 27 de julio de 1914, el canciller alemán Theodor von Bethmann Hollweg otorgó al gobierno de Londres su consentimiento para la publicación del tratado hasta entonces secreto de 1913 sobre la división prevista de las colonias portuguesas con las justificaciones necesarias para ello. El estallido de la Primera Guerra Mundial en agosto de 1914 impidió nuevos pasos en la adquisición de las colonias portuguesas.

### Colonias en la Primera Guerra Mundial (1914-1918)

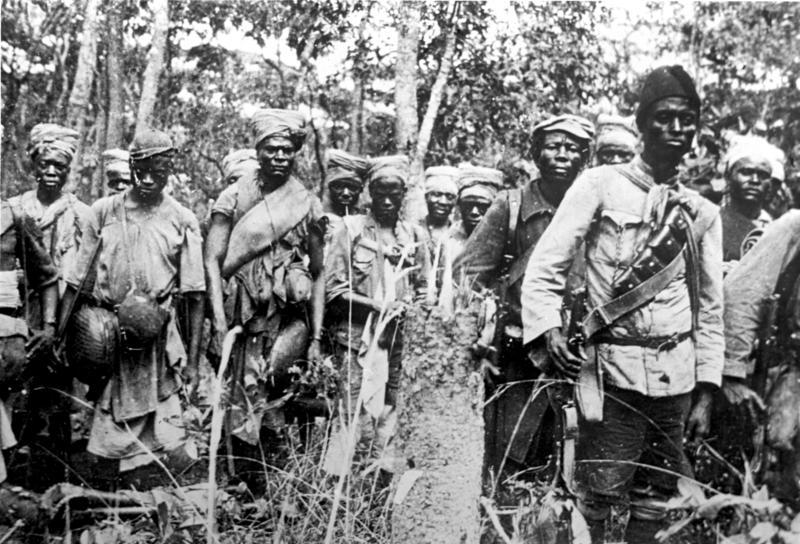
Askaris y portadores de tropas alemanas en el este de África. Durante la guerra en el este de África, los poderes en guerra utilizaron considerablemente más vehículos para abastecer a las tropas que movilizar a los propios soldados.

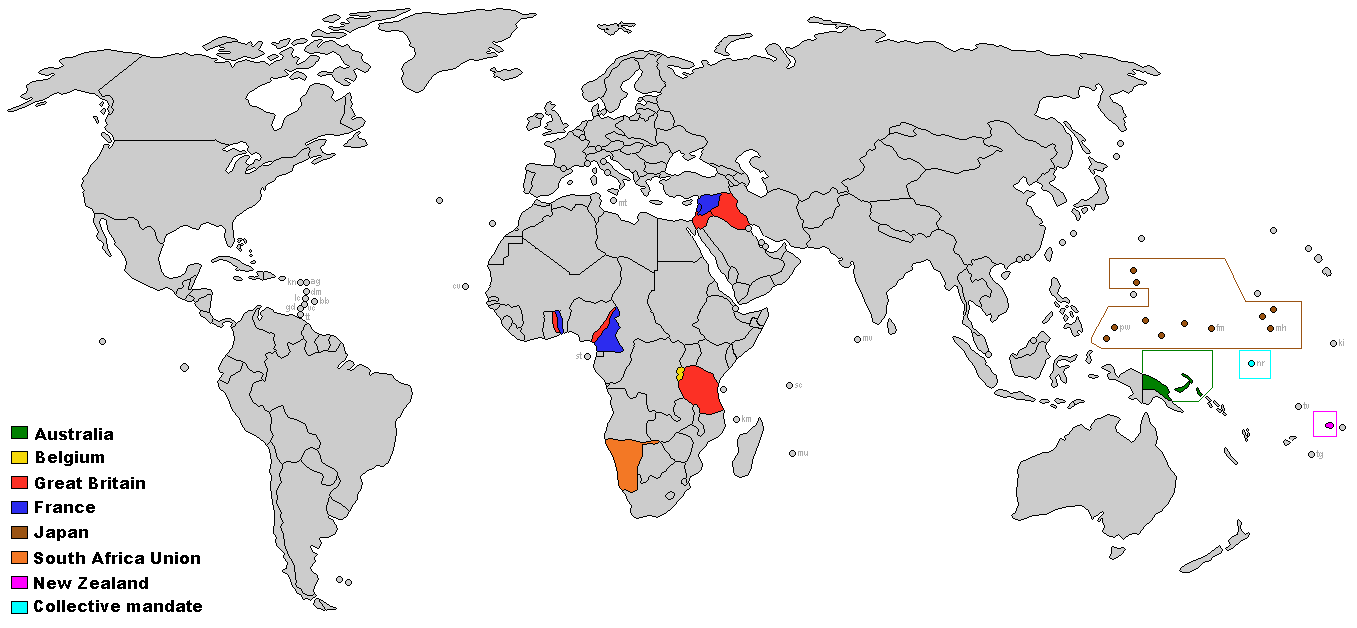
Mandatos en las colonias alemanas y provincias del Imperio otomano
Británico
Francés
Belga
Australiano
Japonés
Neozelandés
Sudafricano
Mandato colectivo

Al estallar la Primera Guerra Mundial, en agosto de 1914, las tropas en las colonias alemanas no estaban preparadas para una guerra con las potencias europeas. La parte alemana esperaba cumplir con la decisión de la Conferencia de Berlín de 1885, que decía que todos los estados coloniales estaban comprometidos con la libertad de comercio y la resolución pacífica de los problemas coloniales en África. Pero solo unos días después de la entrada alemana en la guerra, comenzó una resistencia desesperada de las tropas alemanas. A fines de 1914, Togolandia, Nueva Guinea, Samoa y Kiautschou habían caído en manos de la Entente. Sin embargo, en las protectorados más grandes, los alemanes alcanzaron inicialmente el éxito, como en las batallas de Garua, Sandfontein y Tanga y en la lucha por Naulila. Con la ocupación del exclave sudafricano de Walvis Bay, la provincia de Cunene en la Angola portuguesa, las ciudades fronterizas de Taveta y Kisii en el África Oriental Británica y la isla de Idjwi en el lago Kivu, llegaron incluso a las pequeñas ganancias de la zona alemana. Sin embargo, la resistencia sostenida fracasó debido al número relativamente bajo de tropas y la falta de suministros y armas pesadas.
La fuerza de protección del África del Sudoeste Alemana de 5.000 efectivos se rindió en julio de 1915 contra las tropas de la Unión Sudafricana diez veces más fuertes. Los británicos y los franceses enviaron un total de 19.000 soldados y 24 buques de guerra a la colonia de Kamerun. Sin embargo, las tropas alemanas no se rindieron y, finalmente, en febrero de 1916, invadieron la colonia neutral española de Río Muni, acompañados por 14.000 nativos de Camerún que no querían vivir bajo el gobierno de las potencias de la Entente. A partir de 1917, los intereses del Reich alemán en sus colonias fueron ocupadas por la neutral Suiza, que tuvo éxito parcialmente bajo la presión de la Entente.
En el África Oriental Alemana seguían combatiendo las tropas alemanas, con un número máximo de 16.670 hombres en la guerra, de los cuales aproximadamente el 90% eran africanos askari bajo el liderazgo del teniente coronel Paul von Lettow-Vorbeck, estaban invictos hasta el alto el fuego en noviembre de 1918. Sin embargo, Lettow escapó a las colonias de Portugal y Gran Bretaña para continuar su resistencia. Además, varias tropas de docenas de nativos bajo mando del capitán Hermann Detzner en Nueva Guinea, no se rindieron y lideraron la guerra de guerrillas. Cuando Detzner se enteró de la tregua, disolvió sus tropas, viajó a Finschhafen y se rindió allí a mediados de diciembre de 1918 a los australianos.
En Alemania, los planes para cercar el África Central Alemana continuaron durante la guerra. Debía extenderse desde el Níger hasta el desierto de Kalahari e incluir también Angola, Mozambique, el Congo Belga y gran parte del África Ecuatorial Francesa.
Con la entrada en vigor del tratado de Versalles en enero de 1920, Alemania perdió todas sus colonias. La Entente dividió las colonias como áreas de mandato, entre ellas:
- Gran Bretaña: África Oriental Alemana, partes de Camerún y Togo Occidental.
- Francia: Camerún y Togo Oriental.
- Bélgica: Ruanda y Burundi (antes parte del África oriental).
- Portugal: Triángulo de Kionga (antes parte de África oriental).
- Australia: Gran parte de Nueva Guinea Alemana.
- Japón: Kiautschou (retrocesión a China en 1922), las Islas Marianas, Carolinas, Marshall y Palaos.
- Nueva Zelanda: Samoa.
- Unión Sudafricana: África del Sudoeste Alemana
- Australia, Nueva Zelanda y Reino Unido combinados: Nauru.

Después de la Segunda Guerra Mundial, el Consejo de Administración Fiduciaria de las Naciones Unidas se hizo cargo de la administración de los mandatos restantes. La última colonia en independizarse fue Palaos en 1994.

## Territorios

Mapa diacrónico que muestra las áreas que pertenecieron en algún momento a Alemania.

### Tras la unificación alemana de 1871
Aparte de la metrópoli, localizada en Europa, que poseía 540.766 km² en 1910, el Imperio alemán mantuvo territorios coloniales en África, Asia y Oceanía que fueron perdidos tras la Primera Guerra Mundial.
| Territorio                                                          | Periodo   | Área (aprox.) | Países actuales | Estatus |
| ------------------------------------------------------------------- | --------- | ------------- | --- | --- |
| África Oriental Alemana (Deutsch-Ostafrika)                         | 1880-1919 | 995 000 km²   | Burundi Kenia Mozambique Ruanda Tanzania                                                                             | La colonia la formaban los territorios menores de Tanganica, Ruanda-Urundi, Witulandia (3000 km²) (Deutsch-Witu) incorporada a Kenia y Triángulo de Kionga (1000 km²) (Kionga-Dreieck) desde 1916 parte de Mozambique. |
| África del Sudoeste Alemana (Deutsch-Südwestafrika)                 | 1884-1918 | 835 100 km²   | Namibia | Equivalía al actual territorio de Namibia con excepción de Walvis Bay, que quedó en manos del Reino Unido; pasó a ser gobernada por la Unión Sudafricana tras la Primera Guerra Mundial.                               |
| Nueva Guinea Alemana (Deutsch-Neuguinea) (incluyendo Samoa Alemana) | 1884-1918 | 247 092 km²   | Papúa Nueva Guinea · Islas Salomón · Palaos · Micronesia · Nauru · Islas Marianas del Norte · Islas Marshall · Samoa | Estaba compuesta por los territorios menores de Kaiser-Wilhelmsland, Islas Salomón, Marshall, Carolinas, Marianas, Palaos, Nauru y Samoa Alemana (Deutsche Samoa).                                                     |
| África Occidental Alemana (Deutsch-Westafrika)                      | 1884-1919 | 582 200 km²   | Camerún Nigeria Chad Guinea República Centroafricana Ghana Togo                                                      | La colonia se subdividía en Togolandia (87 200 km²) y Kamerun (495 000 km² en 1910, incluyendo el territorio de Neukamerun cedido por Francia en 1911 llegaba hasta 790 000 km²).                                      |
| Tientsin                                                            | 1895-1917 |               | China | Concesión alemana en China, arrendada por la dinastía Qing. Ocupada por EE. UU. hasta 1938. |
| Kiautschou                                                          | 1898-1914 | 515 km²       | China | Concesión alemana en China, arrendada por la dinastía Qing. |
| Total                                                               |           | 2 659 392 km² | | |

### Anteriores a 1870
| Territorio                 | Periodo                         | Países actuales                      | Estatus |
| -------------------------- | ------------------------------- | ------------------------------------ | --- |
| Klein-Venedig o Welserland | 1528 - 1556                     | Venezuela                            | Fallido intento de explorar y colonizar una parte de Venezuela por la familia alemana Welser el objeto de saldar una deuda. El territorio nunca dejó de ser español. Pero los Welsares en Venezuela administraron la región en forma de protectorado. |
| Tobago                     | 1637, 1642, 1654-1659 1660-1689 | Trinidad y Tobago                    | Colonia del ducado de Curlandia, gobernado desde la Edad Media por alemanes. |
| Gambia                     | 1651-1661                       | Gambia                               | Colonia del Ducado de Curlandia. |
| Costa del Oro prusiana     | 1683-1718                       | Ghana                                | Colonia de Brandeburgo-Prusia. |
| Arguin                     | 1685-1721                       | Mauritania                           | Colonia de Brandeburgo-Prusia. |
| Saint Thomas               | 1685                            | Islas Vírgenes de los Estados Unidos | Concesión brandeburguesa para vender esclavos africanos, siendo la isla propiedad de Dinamarca. |

### Otros territorios
Territorios de la Antártida
- Tierra de Guillermo II (1902-1904): territorio explorado por Erich Dagobert von Drygalski sin realizar reivindicación de soberanía.
- Nueva Suabia (1939-1945): territorio explorado por Alfred Ritscher sin realizar reivindicación de soberanía.

Territorios en el Mar Caribe
- Caribe alemán (1888): breve ocupación e intento de construcción de una base militar y comercial en la isla de Klein Curazao que sería abandonada poco después.
- Cayo Ernest Thaelmann (1972): ofrecimiento simbólico del gobierno cubano al de la República Democrática Alemana.